# South Shropshire
South Shropshire war ein District in der Grafschaft Shropshire in England. Verwaltungssitz war die Stadt Ludlow. Der District umfasste auch die Orte Bishop’s Castle, Church Stretton, Cleobury Mortimer und Craven Arms.
Der Bezirk wurde am 1. April 1974 gebildet und entstand aus der Fusion der Rural Districts Clun and Bishop’s Castle und Ludlow. Am 1. April 2009 wurde er aufgrund einer Gebiets- und Verwaltungsreform aufgelöst und ging in der neuen Unitary Authority Shropshire auf.